# Пистынь
Пи́стынь (укр. Пістинь) — село в Косовской городской общине Косовского района Ивано-Франковской области Украины.
С 2004 года здесь находится резиденция украинского Святого Николая, где он принимает местных и зарубежных гостей.
Население по переписи 2014 года составляло 4041 человек. Почтовый индекс — 78633. Телефонный код — 03478.